# Elacatinus multifasciatus
Elacatinus multifasciatus är en fiskart som först beskrevs av Steindachner, 1876.  Elacatinus multifasciatus ingår i släktet Elacatinus och familjen smörbultsfiskar. Inga underarter finns listade i Catalogue of Life.